# Test Anvila
Test Anvila – test diagnostyczny stosowany do oceny schorzeń stawu biodrowego.
Test wykonuje się u pacjenta leżącego na plecach z wyprostowanymi kończynami dolnymi. Następnie unosi się lekko jedną kończynę i uderza się w piętę w kierunku osiowym. W przypadku wystąpienia bólu w okolicy stawu biodrowego lub okolicy pachwiny mówi się o dodatnim teście Anvila. Dodatni test Anvila występuje w chorobach stawu biodrowego, np. w przypadkach choroby zwyrodnieniowej stawu biodrowego lub zapalenia stawu biodrowego. W przypadku wykonywania testu u osoby z endoprotezą stawu biodrowego dodatni wynik świadczy o jej obluzowaniu. Podczas wykonywania testu może dojść także do wystąpienia bólów w okolicy lędźwiowej kręgosłupa, co świadczy o chorobie krążka międzykręgowego tej okolicy.